# Темпо
Темпото (на италиански: Tempo – време) е основен термин в музиката. Обозначава относителната скорост, с която трябва да бъде изпълнено дадено музикално произведение.
Основно видовете темпо в музиката се делят на три – бавно, умерено и бързо. Обозначават се в арматурата на нотописа, обикновено с италиански термини, които не във всички случаи съответстват буквално на темпото и по-скоро искат да уточнят начина на интерпретация, отколкото да фиксират неговата скорост.
Основни бавни видове темпо са Grave (тежко), Largo (широко), Lento и Адажио (бавно).
Умерени са Andante (ходом), Moderato (умерено), Sostenuto (сдържано).
Бързи са Allegro (бързо), Vivo (живо), Presto (бързо, по-бързо от Allegro).
| Темпо   | Име         | Удара в минута |
| ------- | ----------- | -------------- |
| Бавно   | Largo       | 40 – 60        |
| Бавно   | Larghetto   | 60 – 66        |
| Бавно   | Adagio      | 66 – 76        |
| Умерено | Andante     | 76 – 108       |
| Умерено | Moderato    | 108 – 120      |
| Бързо   | Allegro     | 120 – 168      |
| Бързо   | Presto      | 168 – 200      |
| Бързо   | Prestissimo | 200 – 208      |

| Темпо          |                      |                       |
| Бавно          | Умерено              | Бързо                 |
| Grave (тежко)  | Andante (ходом)      | Allegro (бързо)       |
| Largo (широко) | Moderato (умерено)   | Vivo (живо)           |
| Lento (дълго)  | Sostenuto (сдържано) | Presto (още по-бързо) |
| Ададжо (бавно) |                      |                       |

Съществуват различни разновидности – например Presto Prestissimo (много бързо), Allegro Vivace („живо бързо“), Allegretto (бързичко – темпото може да бъде и умерено, и бързо), Allegro piu non tropo (Бързо, но не много бързо) и др.
Точно исканото темпо се ообозначава от края на 19 век с въвеждането на т. нар. Метроном-Менцел (музикален знак в арматурата – ММ), но при всички случаи темпото е въпрос на интерпретация от страна на музикалния изпълнител, с указването на съответното темпо композиторът иска само да даде насоки за съответната интерпретация.